# ATP Challenger Brescia-2
Der ATP Challenger Brescia (offiziell: Brescia Challenger) war ein Tennisturnier, das von 1982 bis 1984 jährlich in Brescia, Italien, stattfand. Es gehörte zur ATP Challenger Tour und wurde im Freien auf Sand gespielt. Florin Segărceanu ist mit je einem Titel im Einzel und Doppel einziger mehrfacher Sieger.

## Liste der Sieger

### Einzel
| Jahr | Sieger                    | Finalgegner     | Ergebnis      |
| ---- | ------------------------- | --------------- | ------------- |
| 1984 | Christophe Roger-Vasselin | Jordi Arrese    | 6:4, 7:6      |
| 1983 | Roland Stadler            | Víctor Pecci    | 6:3, 6:1      |
| 1982 | Florin Segărceanu         | Dominique Bedel | 2:6, 6:0, 6:4 |

### Doppel
| Jahr | Sieger                           | Finalgegner                        | Ergebnis      |
| ---- | -------------------------------- | ---------------------------------- | ------------- |
| 1984 | Jacques Hervet Jérôme Vanier     | Alejandro Ganzábal Carlos Gattiker | 7:5, 2:6, 6:4 |
| 1983 | Iván Camus Raúl Viver            | Dácio Campos Eduardo Oncins        | 6:2, 5:7, 6:4 |
| 1982 | Carlos Kirmayr Florin Segărceanu | Patrizio Parrini Federico Rinaldi  | 7:6, 6:2      |